# Euskaltel–Euskadi
Az Euskaltel–Euskadi a spanyolországi Baszkföld hivatalos országútikerékpár-versenycsapata. Jelenleg ProTour besorolással rendelkezik. A részben a baszk kormányzat támogatásával 1994-ben létrejött, kereskedelmi reklámszerződéssel támogatott egyesület nem hivatalosan baszk nemzeti válogatott. Fő szponzora a baszk telefontársaság, az Euskaltel. Tagjai baszk nemzetiségűek vagy a baszk kerékpárkultúrában nőttek fel. Eddigi történelme során sportolói hét alkalommal vettek részt a Tour de France-on, és három szakaszgyőzelmet mondhatnak magukénak van.

## Keret (2013)
2013. január 1-jei állapot:
|     | Név              | Születésnap                    |
| --- | ---------------- | ------------------------------ |
| ESP | Jon Aberasturi   | 1989. március 28. (35 éves)    |
| ESP | Igor Antón       | 1983. március 2. (42 éves)     |
| ESP | Mikel Astarloza  | 1979. november 17. (45 éves)   |
| ESP | Jorge Azanza     | 1982. június 16. (42 éves)     |
| ESP | Pello Bilbao     | 1990. február 27. (35 éves)    |
| ESP | Garakoitz Bravo  | 1989. július 31. (35 éves)     |
| MAR | Tarik Chaoufi    | 1986. február 26. (39 éves)    |
| ESP | Ricardo García   | 1988. február 26. (37 éves)    |
| ESP | Gorka Izagirre   | 1987. október 7. (37 éves)     |
| ESP | Ion Izagirre     | 1989. február 4. (36 éves)     |
| SLO | Jure Kocjan      | 1984. október 18. (40 éves)    |
| ESP | Mikel Landa      | 1989. december 13. (35 éves)   |
| ESP | Juan José Lobato | 1988. december 29. (36 éves)   |
| ESP | Egoi Martínez    | 1978. május 15. (46 éves)      |
| POR | Ricardo Mestre   | 1983. szeptember 11. (41 éves) |

|     | Név                   | Születésnap                    |
| --- | --------------------- | ------------------------------ |
| ESP | Miguel Minguez        | 1988. augusztus 30. (36 éves)  |
| ESP | Mikel Nieve           | 1984. május 26. (40 éves)      |
| ESP | Juan José Oroz        | 1980. november 7. (44 éves)    |
| ESP | Rubén Pérez           | 1981. október 30. (43 éves)    |
| GER | Steffen Radochla      | 1978. október 19. (46 éves)    |
| ESP | Adrián Sáez           | 1986. március 17. (39 éves)    |
| ESP | Samuel Sánchez        | 1978. február 5. (47 éves)     |
| GER | André Schulze         | 1974. november 21. (50 éves)   |
| RUS | Alexander Serebryakov | 1987. szeptember 25. (37 éves) |
| FRA | Romain Sicard         | 1988. január 1. (37 éves)      |
| GRE | Ioannis Tamouridis    | 1980. június 3. (44 éves)      |
| ESP | Pablo Urtasun         | 1980. március 29. (44 éves)    |
| ESP | Gorka Verdugo         | 1978. november 4. (46 éves)    |
| SLO | Robert Vrečer         | 1980. október 8. (44 éves)     |

## Külső hivatkozások
- Hivatalos weboldal